# N'Faly Dante
N'Faly Dante (Bamako, 19 ottobre 2001) è un cestista maliano di ruolo centro.

## Biografia
Trasferitosi negli Stati Uniti, Dante frequenta la Sunrise Christian Academy a Bel Aire, ottenendo una media di 16 punti, 9 rimbalzi e 3 assist.

## Carriera
Valutato come prospetto da cinque stelle e numero uno nello stato del Kansas, Dante sceglie l'Università dell'Oregon. Fermato da numerosi infortuni, ottiene una media di 8,2 punti e 5,8 rimbalzi a partita nel suo anno da sophomore.
Rimasto undrafted al draft NBA 2024, Dante firma un contratto two-way con gli Houston Rockets.

### Nazionale
Disputa il Campionato del mondo under-17 nel 2016 con la nazionale maliana, ottenendo una media di 2,8 punti e 4,3 rimbalzi a partita.

## Statistiche

### College
| Anno      | Squadra      | PG  | PT | MP   | TC%  | 3P% | TL%  | RP  | AP  | PRP | SP  | PP   |
| --------- | ------------ | --- | -- | ---- | ---- | --- | ---- | --- | --- | --- | --- | ---- |
| 2019-2020 | Oregon Ducks | 12  | 0  | 13,6 | 62,7 | -   | 40,0 | 2,8 | 0,6 | 0,9 | 0,6 | 5,8  |
| 2020-2021 | Oregon Ducks | 6   | 6  | 17,7 | 65,6 | -   | 43,8 | 5,8 | 0,2 | 1,5 | 1,2 | 8,2  |
| 2021-2022 | Oregon Ducks | 32  | 27 | 20,0 | 67,5 | -   | 58,8 | 6,3 | 0,7 | 0,7 | 1,0 | 8,1  |
| 2022-2023 | Oregon Ducks | 31  | 30 | 26,2 | 61,4 | -   | 61,7 | 8,4 | 1,1 | 1,1 | 1,4 | 13,4 |
| 2023-2024 | Oregon Ducks | 22  | 21 | 31,5 | 69,5 | -   | 61,3 | 9,2 | 1,6 | 1,7 | 1,9 | 17,0 |
| Carriera  | Carriera     | 103 | 84 | 23,4 | 65,4 | -   | 59,1 | 7,1 | 1,0 | 1,1 | 1,3 | 11,3 |

### NBA

#### Regular Season
| Anno      | Squadra         | PG | PT | MP   | TC%  | 3P% | TL%  | RP  | AP  | PRP | SP  | PP  |
| --------- | --------------- | -- | -- | ---- | ---- | --- | ---- | --- | --- | --- | --- | --- |
| 2024-2025 | Houston Rockets | 4  | 0  | 12,8 | 76,9 | -   | 80,0 | 5,3 | 0,5 | 0,3 | 1,3 | 6,0 |
| Carriera  | Carriera        | 4  | 0  | 12,8 | 76,9 | -   | 80,0 | 5,3 | 0,5 | 0,3 | 1,3 | 6,0 |

### G League
| Anno      | Squadra       | PG | PT | MP   | TC%  | 3P% | TL%  | RP  | AP  | PRP | SP  | PP   |
| --------- | ------------- | -- | -- | ---- | ---- | --- | ---- | --- | --- | --- | --- | ---- |
| 2024-2025 | R.G.V. Vipers | 42 | -  | 26,8 | 74,3 | -   | 48,4 | 9,9 | 1,1 | 1,0 | 2,2 | 15,1 |
| Carriera  | Carriera      | 42 | -  | 26,8 | 74,3 | -   | 48,4 | 9,9 | 1,1 | 1,0 | 2,2 | 15,1 |